# 三叶马先蒿
三叶马先蒿（学名：Pedicularis ternata）为列当科马先蒿属的植物，是中国的特有植物。分布于中国大陆的青海、甘肃、内蒙古等地，生长于海拔3,200米至4,550米的地区，多生长在灌木丛中，目前尚未由人工引种栽培。